# إيمانول يوريبا
إيمانول يوريبا (بالباسكية: Imanol Uribe) هو كاتب سيناريو ومونتير ومخرج وممثل إسباني وسلفادوري من أصل الباسكي، ولد في 28 فبراير 1950 بسان سلفادور في السلفادور. من الجوائز التي نالها جائزة جويا لأفضل مخرج ‏ سنة 1995 وجائزة جويا لأفضل سيناريو مقتبس ‏ سنة 1995.

## جوائز وترشيحات
جوائز
- جائزة جويا لأفضل مخرج [الإنجليزية]‏ (1995)
- جائزة جويا لأفضل سيناريو مقتبس [الإنجليزية]‏ (1995)

ترشيحات
- جائزة جويا لأفضل مخرج [الإنجليزية]‏ (1992)
- جائزة جويا لأفضل مخرج [الإنجليزية]‏ (1997)
- جائزة جويا لأفضل سيناريو مقتبس [الإنجليزية]‏ (2008)

## وصلات خارجية
- إيمانول يوريبا على موقع IMDb (الإنجليزية)
- إيمانول يوريبا على موقع ألو سيني (الفرنسية)
- إيمانول يوريبا على موقع أول موفي (الإنجليزية)
- إيمانول يوريبا على موقع قاعدة بيانات الأفلام السويدية (السويدية)
- إيمانول يوريبا على موقع قاعدة بيانات الفيلم (الإنجليزية)
- إيمانول يوريبا على موقع كينوبويسك (الروسية)